# Liste des édifices labellisés « Patrimoine du XXe siècle » de Saint-Étienne
La liste des édifices labellisés « Patrimoine du xxe siècle » de Saint-Étienne recense les édifices ayant reçu le label « Patrimoine du xxe siècle » dans la ville de Saint-Étienne dans la Loire en France. Au 27 mai 2013, ils sont au nombre de vingt.
Ce label a été remplacé en 2016 par celui d'Architecture contemporaine remarquable.

## Liste
| Monument                                                        | Adresse                                      | Coordonnées                      | Notice | Protection        | Date           | Illustration                                                   |
| --------------------------------------------------------------- | -------------------------------------------- | -------------------------------- | ------ | ----------------- | -------------- | -------------------------------------------------------------- |
| Manufacture d'armes                                             |                                              | 45° 27′ 01″ nord, 4° 23′ 05″ est |        | Inscrit MH (2003) | 10 mars 2003   | Manufacture d'armes                                            |
| Bourse du travail                                               | Cours Victor-Hugo                            | 45° 25′ 59″ nord, 4° 23′ 16″ est |        | Inscrit MH (2002) | 10 mars 2003   | Bourse du travail                                              |
| Condition des soies                                             | 14 rue Élisée-Reclus                         | 45° 26′ 24″ nord, 4° 22′ 55″ est |        | Inscrit MH (2002) | 10 mars 2003   | Condition des soies                                            |
| Cité HLM Baulieu                                                |                                              | à géolocaliser                   |        |                   | 10 mars 2003   | Image manquante Téléverser                                     |
| Église Saint-François-Régis                                     | 42 rue des Alliés                            | 45° 26′ 23″ nord, 4° 24′ 09″ est |        | Inscrit MH (2008) | 14 mai 2008    | Église Saint-François-Régis                                    |
| Foyer Clairvivre (foyer de travailleurs)                        |                                              | à géolocaliser                   |        |                   | 10 mars 2003   | Image manquante Téléverser                                     |
| Hôtel Subit-Gouyon                                              | 7 rue Richelandière Rue des Trois-Jaley      | 45° 26′ 20″ nord, 4° 23′ 54″ est |        | Inscrit MH (1989) | 10 mars 2003   | Hôtel Subit-Gouyon                                             |
| immeuble de bureaux de l'hôpital de la Charité                  |                                              | 45° 25′ 58″ nord, 4° 23′ 30″ est |        | Inscrit MH (2002) | 10 mars 2003   | immeuble de bureaux de l'hôpital de la Charité                 |
| Immeuble de La Loire Républicaine                               |                                              | 45° 26′ 31″ nord, 4° 23′ 14″ est |        | Inscrit MH (1991) | 10 mars 2003   | Immeuble de La Loire Républicaine                              |
| Immeuble Fontaney                                               | 14 rue François-Gilet 9 rue Pierre-Bérard    | 45° 26′ 16″ nord, 4° 23′ 24″ est |        | Inscrit MH (2007) | 4 juillet 2007 | Immeuble Fontaney                                              |
| Immeuble moderne                                                | Rue des Creuses                              | 45° 25′ 57″ nord, 4° 23′ 24″ est |        | Inscrit MH (2003) | 10 mars 2003   | Immeuble moderne                                               |
| Palais Anatole-France (immeuble)                                |                                              | à géolocaliser                   |        |                   | 10 mars 2003   | Image manquante Téléverser                                     |
| Maisons sans escalier (aussi connue comme "chalet de Bizillon") | 54 rue Daguerre                              | 45° 25′ 22″ nord, 4° 23′ 29″ est |        | Inscrit MH (1989) | 10 mars 2003   | Maisons sans escalier(aussi connue comme "chalet de Bizillon") |
| Immeuble 2 avenue de la Libération                              | 2 avenue de la Libération                    | 45° 26′ 10″ nord, 4° 23′ 21″ est |        | Inscrit MH (1994) | 10 mars 2003   | Immeuble 2 avenue de la Libération                             |
| Kiosque à musique de Marengo                                    | Place Jean-Jaurès                            | 45° 26′ 29″ nord, 4° 23′ 12″ est |        | Inscrit MH (1987) | 10 mars 2003   | Kiosque à musique de Marengo                                   |
| Quartier Foch                                                   |                                              | à géolocaliser                   |        |                   | 10 mars 2003   | Image manquante Téléverser                                     |
| Immeuble Michoudet                                              | 30 rue Saint-Jean 19 avenue de la Libération | 45° 26′ 15″ nord, 4° 23′ 25″ est |        | Inscrit MH (2007) | 10 mars 2003   | Immeuble Michoudet                                             |
| Hôtel des Ingénieurs                                            | 19 rue du Grand-Moulin                       | 45° 26′ 14″ nord, 4° 23′ 21″ est |        | Inscrit MH (2007) | 10 mars 2003   | Hôtel des Ingénieurs                                           |
| Immeuble rue Traversière                                        | 5 rue Traversière                            | 45° 26′ 16″ nord, 4° 23′ 28″ est |        | Inscrit MH (2007) | 10 mars 2003   | Immeuble rue Traversière                                       |
| Maison d'Aluminium                                              |                                              | à géolocaliser                   |        |                   | 10 mars 2003   | Image manquante Téléverser                                     |

## Source
- [PDF] « Label patrimoine du XXe siècle Région Rhône-Alpes », sur culturecommunication.gouv.fr, 27 mai 2013